# ميل مي-26
ميل مي-26 (بالروسية: Миль Ми-26) (لقب تعريف الناتو: هالو "Halo") هي مروحية نقل ثقيلة سوفيتية/روسية مصنعة بواسطة ميل موسكو تخدم العسكرية والمدنية على حد سواء. المورحية مي-26 هي أكبر والأكثر قدرة ما بين المروحيات التي دخلت مرحلة الإنتاج على الإطلاق. تستطيع حمل شحنة يصل ثقلها الي 20 طن كما أنها تستعمل أيضًا في حالات نشوب حريق في الغابات فهي تستطيع حمل 15000 لتر من الماء.

بدأ العمل على تطوير ميل مي-26 في بداية السبعينيات من القرن الماضي، كبديل لمروحية مي-6 الثقيلة. وقامت بأول رحلة جوية في عام 1977. وبدأ الإنتاج التسلسلي في عام 1980. وقد خضعت المروحية لعدة عمليات تحديث منذ ذلك الحين وما تزال آلة حديثة حتى الآن.

## المحرك والمواصفات العامة
تم تزويد المروحية ميل مي-26 العملاقة بمحركين توربينيين يعملان على الغاز بقدرة 11 ألف حصان لكل منهما، إضافة إلى دوار المروحية، الذي يبلغ قطره 32 مترا ويتألف من 8 شفرات معدنية مركبة، بينما يتألف دوار ذيل المروحية من 5 شفرات من الألياف الزجاجية.

كما تم تزويد مروحية ميل مي-26 بوحدة طاقة إضافية، لتحقيق الاكتفاء الذاتي في حال غياب مصدر الطاقة الخارجي.

وتتراوح سرعة المروحية ما بين 240-270 كم/الساعة، وهي سرعة جيدة لآلة يبلغ وزنها 56 طنا. ويبلغ مدى رحلة الطيران عند الحد الأقصى من التزود بالوقود والتحميل حوالي 750 كم. ويمكن زيادة مسافة الرحلة من خلال تقليل الحمولة وتركيب خزانات وقود إضافة في مقصورة الشحن لتصل إلى 2350 كم.

وتتمكن المروحية من الارتفاع أثناء الحركة إلى 4600 متر، بينما يشكل أقصى ارتفاع لها في حالة الثبات 1800 متر، أما الارتفاع الديناميكي الأقصى على المدى القصير، الذي تتمكن المروحية من الارتفاع إليه هو 6500 متر.

وقد سجلت ميل مي-26 خلال 40 سنة من الاستخدام عدة أرقام قياسية:

- في عام 1982، رفع 25 طنا من البضائع على ارتفاع 4 آلاف متر.

- عام 1988، تنفيذ العملية العسكرية لنقل مروحية «مي-8» في أفغانستان.

- عام 1996، تسجيل رقم قياسي في موسوعة غينيس برفع مظليين للقفر من ارتفاع 6500 متر.

## المستخدمون

### مستخدمون عسكريون
الأردن

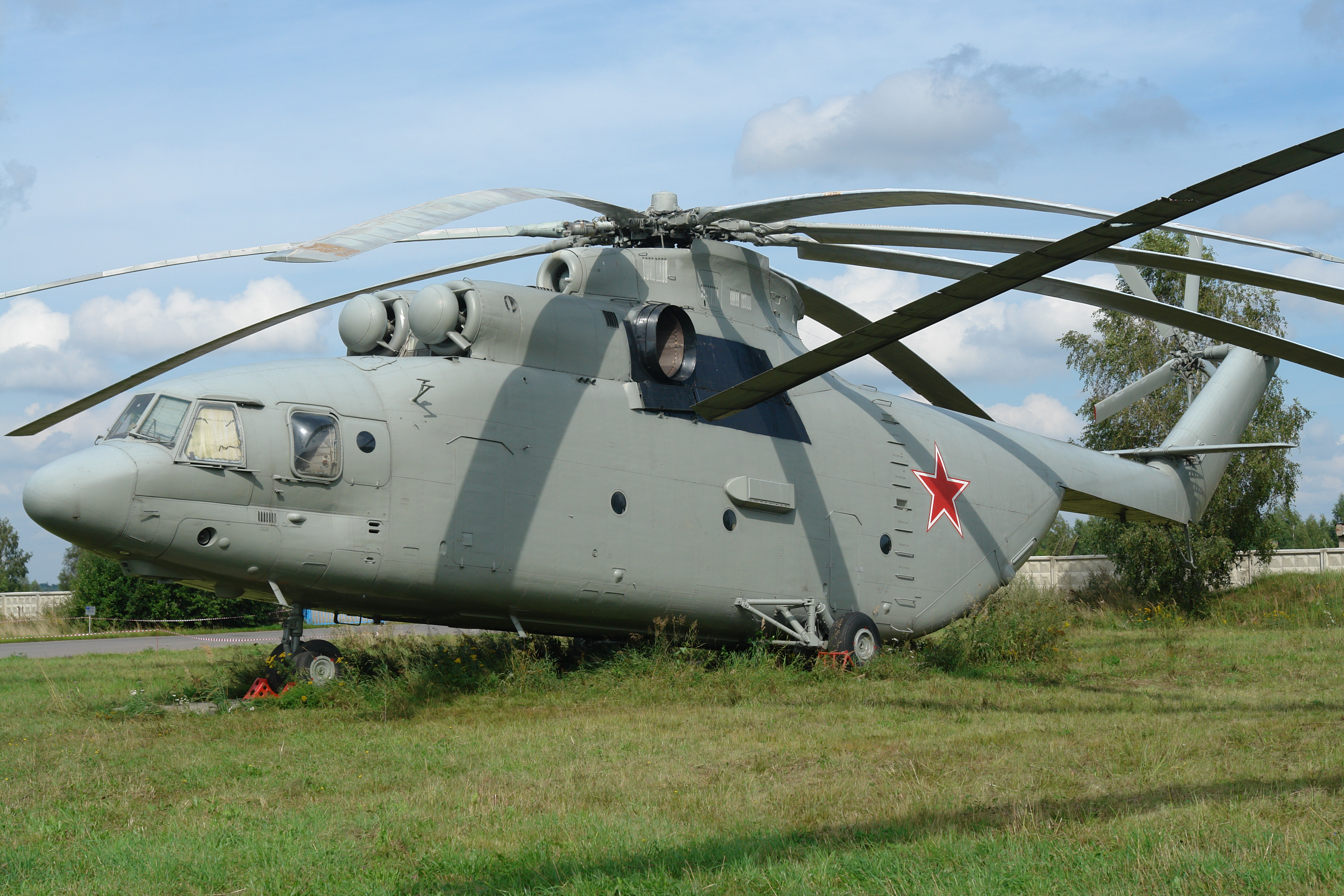
مروحية ميل مي-26 في متحف مونينو (موسكو، 2006).

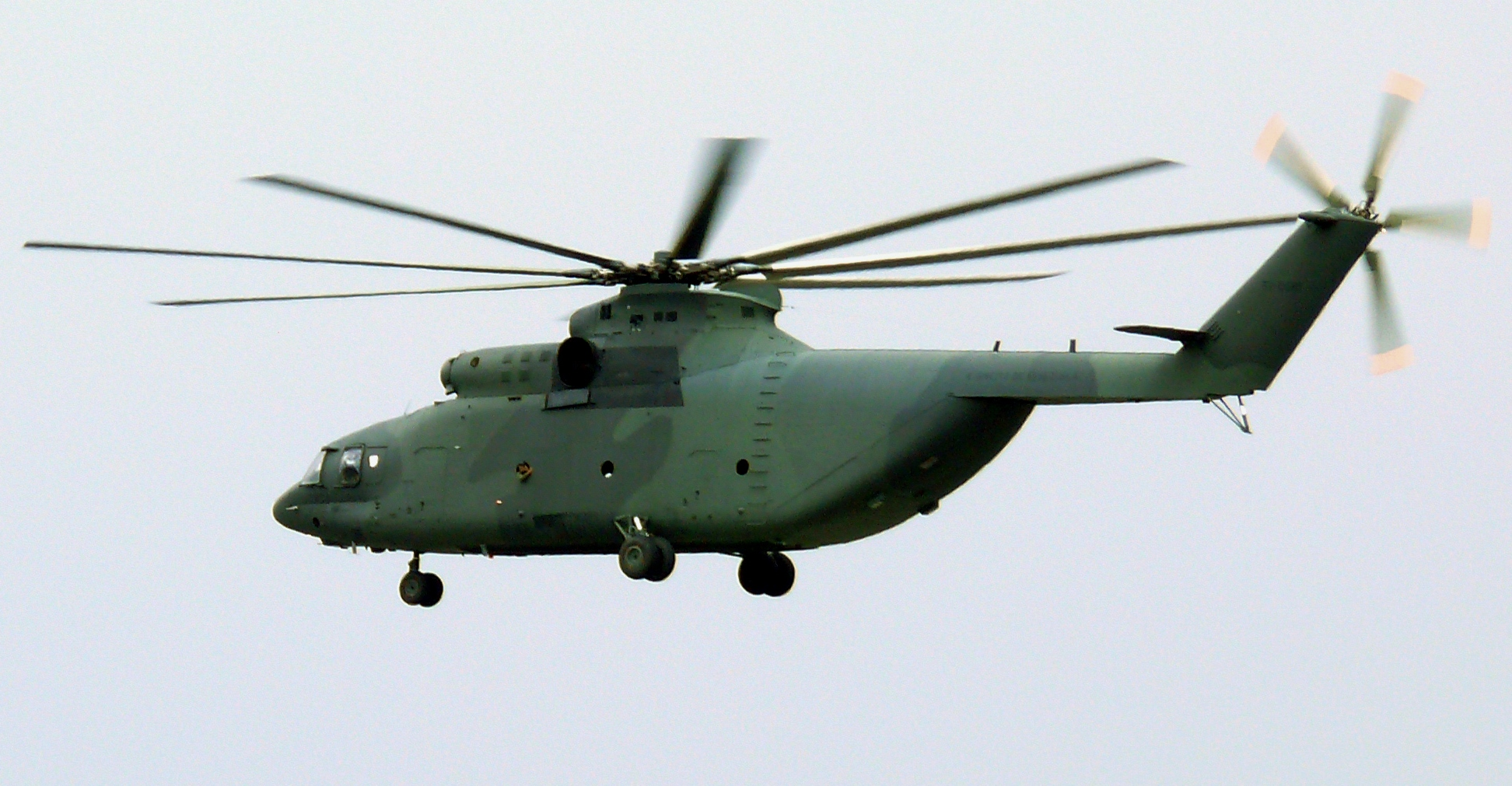
ميل مي-26.

سلاح الجو الملكي الأردني 4 من طراز «مي – 26 تي 2» الثقيلة للنقل  (تعاقد 2016)
 الجزائر
القوات الجوية الجزائرية: 14 من طراز «مي – 26 تي 2» الثقيلة للنقل.
 بيلاروس
 جمهورية الكونغو الديمقراطية
 الهند
 لاوس
 المكسيك
 نيبال
 كوريا الشمالية
 بيرو
 روسيا
 الاتحاد السوفيتي
 أوكرانيا
 أوزبكستان
 فنزويلا

### مستخدمون مدنيون
كندا
 الصين
 اليونان
 الهند
 إيطاليا
 لاوس
 بيرو
 روسيا
 الاتحاد السوفيتي
 سويسرا